# Championnats de France de patinage artistique 2017
Navigation
Championnats de France 2016 Championnats de France 2018
Les championnats de France de patinage artistique 2017 ont lieu à la Patinoire de Caen la Mer à Caen du 15 au 17 décembre 2016. C'est la seconde fois que la ville normande accueille les championnats de France après l'édition de 1989.
Les championnats accueillent le patinage artistique, la danse sur glace et le patinage synchronisé. Les championnats de France de ballet sur glace et de patinage de vitesse sur piste courte sont aussi organisés en même temps.

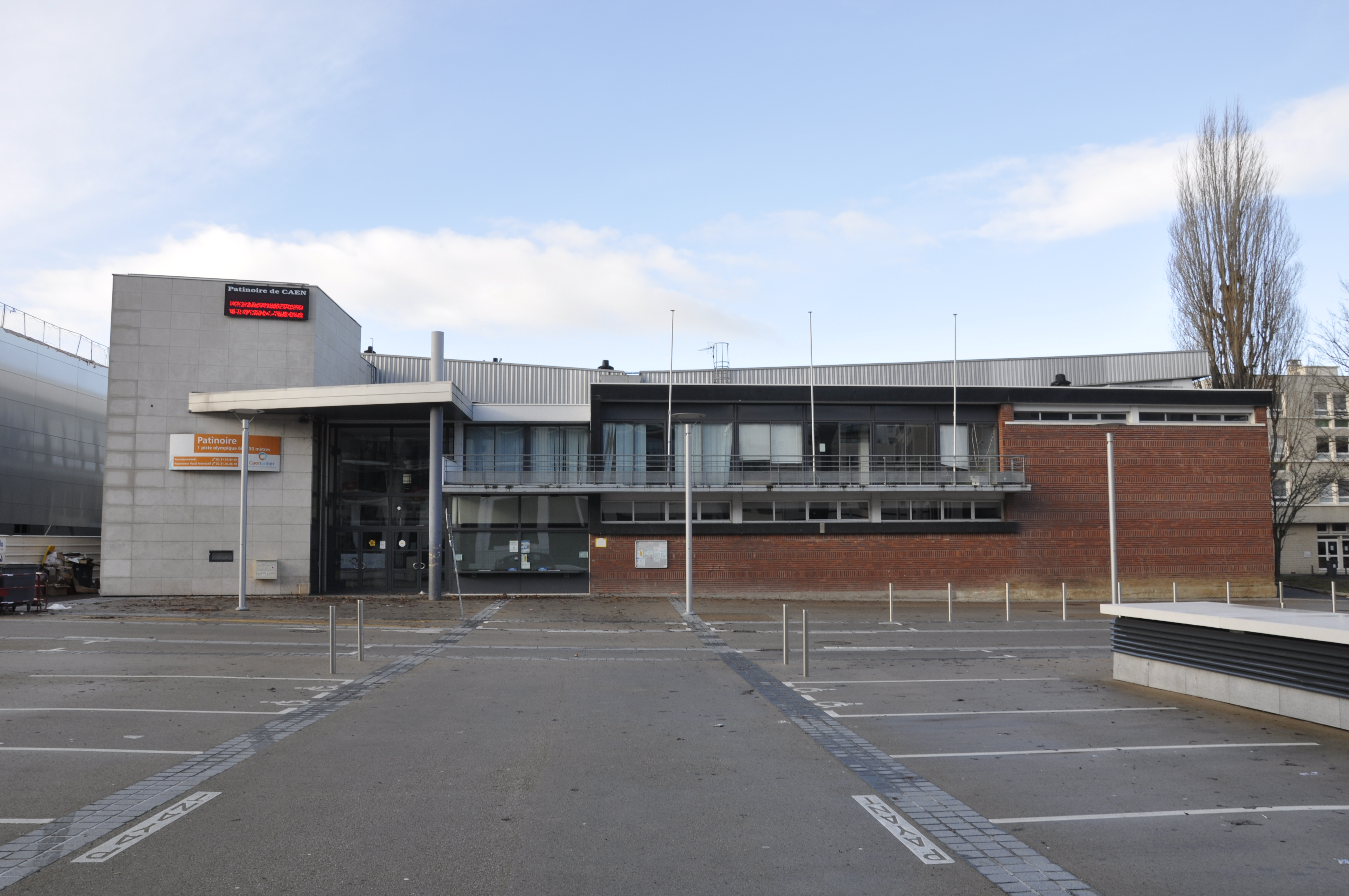
Patinoire de Caen la Mer

## Faits marquants
- Chafik Besseghier perd son titre alors qu'il réalise trois quadruples sauts (deux boucles piqués et un salchow) dans son programme libre.

- Pour la première fois depuis 2009, une seule équipe participe à la compétition de patinage synchronisé.

## Podiums
| Épreuves                                 | Or                                      | Argent                               | Bronze                                |
| Messieurs résultats détaillés            | Kevin Aymoz                             | Chafik Besseghier                    | Romain Ponsart                        |
| Dames résultats détaillés                | Laurine Lecavelier                      | Maé-Bérénice Meité                   | Alizée Crozet                         |
| Couples résultats détaillés              | Vanessa James / Morgan Ciprès           | Lola Esbrat / Andrei Novoselov       | Camille Mendoza / Pavel Kovalev       |
| Danse sur glace résultats détaillés      | Gabriella Papadakis / Guillaume Cizeron | Marie-Jade Lauriault / Romain Le Gac | Lorenza Alessandrini / Pierre Souquet |
| Patinage synchronisé résultats détaillés | Les Zoulous                             | -                                    | -                                     |

## Détails des compétitions

### Messieurs
| Rang | Nom                | Points | Programme court | Programme court | Programme libre | Programme libre |
| ---- | ------------------ | ------ | --------------- | --------------- | --------------- | --------------- |
| 1    | Kevin Aymoz        | 234.66 | 1               | 78.90           | 1               | 155.76          |
| 2    | Chafik Besseghier  | 233.65 | 2               | 78.45           | 2               | 155.20          |
| 3    | Romain Ponsart     | 223.95 | 3               | 75.98           | 3               | 147.97          |
| 4    | Simon Hocquaux     | 186.78 | 5               | 68.51           | 6               | 118.27          |
| 5    | Luc Economides     | 183.87 | 6               | 63.59           | 5               | 120.28          |
| 6    | Adrien Tesson      | 179.48 | 4               | 73.55           | 8               | 105.93          |
| 7    | Philip Warren      | 178.47 | 7               | 63.53           | 7               | 114.94          |
| 8    | Adam Siao Him Fa   | 174.88 | 9               | 51.46           | 4               | 123.42          |
| 9    | Landry Le May      | 149.81 | 8               | 55.85           | 9               | 93.96           |
| 10   | Antonin Herreboudt | 130.57 | 10              | 46.24           | 10              | 84.33           |

### Dames
| Rang    | Nom                | Points | Programme court | Programme court | Programme libre | Programme libre |
| ------- | ------------------ | ------ | --------------- | --------------- | --------------- | --------------- |
| 1       | Laurine Lecavelier | 170.55 | 1               | 62.06           | 1               | 108.49          |
| 2       | Maé-Bérénice Meité | 145.60 | 2               | 52.81           | 3               | 92.79           |
| 3       | Alizée Crozet      | 135.25 | 4               | 45.91           | 4               | 89.34           |
| 4       | Julie Froetscher   | 134.61 | 10              | 38.22           | 2               | 96.39           |
| 5       | Léa Serna          | 134.61 | 3               | 49.59           | 6               | 85.02           |
| 6       | Elodie Eudine      | 130.95 | 5               | 44.57           | 5               | 86.38           |
| 7       | Pauline Wanner     | 126.78 | 6               | 44.56           | 7               | 82.22           |
| 8       | Nadjma Mahamoud    | 121.65 | 9               | 39.99           | 8               | 81.66           |
| 9       | Sandra Ramond      | 116.62 | 11              | 36.41           | 9               | 80.21           |
| 10      | Héloïse Petot      | 108.36 | 7               | 41.29           | 10              | 67.07           |
| Abandon | Anna Malkova       |        | 8               | 41.29           |                 |                 |

### Couples
| Rang | Nom                             | Points | Programme court | Programme court | Programme libre | Programme libre |
| ---- | ------------------------------- | ------ | --------------- | --------------- | --------------- | --------------- |
| 1    | Vanessa James / Morgan Ciprès   | 198.43 | 1               | 68.17           | 1               | 130.26          |
| 2    | Lola Esbrat / Andrei Novoselov  | 151.04 | 2               | 55.62           | 2               | 95.42           |
| 3    | Camille Mendoza / Pavel Kovalev | 135.95 | 3               | 50.92           | 3               | 85.03           |

### Danse sur glace
| Rang | Nom                                     | Points | Danse courte | Danse courte | Danse libre | Danse libre |
| ---- | --------------------------------------- | ------ | ------------ | ------------ | ----------- | ----------- |
| 1    | Gabriella Papadakis / Guillaume Cizeron | 202.63 | 1            | 82.03        | 1           | 120.60      |
| 2    | Marie-Jade Lauriault / Romain Le Gac    | 159.33 | 2            | 63.19        | 2           | 96.14       |
| 3    | Lorenza Alessandrini / Pierre Souquet   | 137.60 | 3            | 54.29        | 3           | 83.31       |
| 4    | Adelina Galyavieva / Laurent Abecassis  | 114.48 | 4            | 50.58        | 5           | 63.90       |
| 5    | Mathilde Harold / Mael Demougeot        | 113.07 | 5            | 43.14        | 4           | 69.93       |

### Patinage synchronisé
| Rang | Nom                | Points | Programme court | Programme court | Programme libre | Programme libre |
| ---- | ------------------ | ------ | --------------- | --------------- | --------------- | --------------- |
| 1    | Les Zoulous (Lyon) | 133.42 | 1               | 46.84           | 1               | 86.58           |

## Source
- Résultats des championnats de France 2017 sur le site csndg.org